# Ртково
Ртково је насеље у Србији у општини Кладово у Борском округу. Према попису из 2022. у насељу је било 645 становника (према попису из 2011. било је 827 становника, према попису из 2002. било је 1012 становника).

## Демографија
Према последњем попису из 2022. године у насељу је живело 645 становника што је за 182 мање у односу на 2011. када је на попису било 827 становника. У насељу живи 583 пунолетних становника, а просечна старост становништва износи 54,55 година (52,04 код мушкараца и 56,99 код жена).
Према подацима пописа из 2022. у насељу има 262 домаћинства, а просечан број чланова по домаћинству је 2,46. а према истом попису у насељу има 505 стамбених јединица од којих је 306 насељених.
Ово насеље је углавном насељено Србима (према попису из 2002. године), а у последња три пописа, примећен је пад у броју становника.
|  |

| Демографија | Демографија | Демографија |
| Година      | Становника  | Становника  |
| ----------- | ----------- | ----------- |
| 1948.       | 1.771       |             |
| 1953.       | 1.821       |             |
| 1961.       | 1.764       |             |
| 1971.       | 1.671       |             |
| 1981.       | 1.718       |             |
| 1991.       | 1.553       | 1.279       |
| 2002.       | 1.012       | 1.470       |
| 2011.       | 827         |             |
| 2022.       | 645         |             |

| Етнички састав према попису из 2002.‍ | Етнички састав према попису из 2002.‍ | Етнички састав према попису из 2002.‍ | Етнички састав према попису из 2002.‍ | Етнички састав према попису из 2002.‍ |
| ------------------------------------ | ------------------------------------ | ------------------------------------ | ------------------------------------ | ------------------------------------ |
|                                      |                                      |                                      |                                      |                                      |
| Срби                                 | Срби                                 |                                      | 900                                  | 88,93%                               |
| Власи                                | Власи                                |                                      | 58                                   | 5,73%                                |
| Румуни                               | Румуни                               |                                      | 7                                    | 0,69%                                |
| Југословени                          | Југословени                          |                                      | 3                                    | 0,29%                                |
| непознато                            | непознато                            |                                      | 43                                   | 4,24%                                |

| Година пописа     | 1948. | 1953. | 1961. | 1971. | 1981. | 1991. | 2002. |
| ----------------- | ----- | ----- | ----- | ----- | ----- | ----- | ----- |
| Број домаћинстава | 349   | 351   | 355   | 348   | 356   | 342   | 302   |

| Број чланова      | 1  | 2  | 3  | 4  | 5  | 6  | 7  | 8 | 9 | 10 и више | Просек |
| ----------------- | -- | -- | -- | -- | -- | -- | -- | - | - | --------- | ------ |
| Број домаћинстава | 59 | 72 | 37 | 52 | 31 | 32 | 10 | 8 | 1 | 0         | 3,35   |

| Пол    | Укупно | Неожењен/Неудата | Ожењен/Удата | Удовац/Удовица | Разведен/Разведена | Непознато |
| ------ | ------ | ---------------- | ------------ | -------------- | ------------------ | --------- |
| Мушки  | 431    | 93               | 292          | 29             | 12                 | 5         |
| Женски | 460    | 35               | 304          | 107            | 12                 | 2         |
| УКУПНО | 891    | 128              | 596          | 136            | 24                 | 7         |

| Пол    | Укупно                    | Пољопривреда, лов и шумарство | Рибарство                            | Вађење руде и камена | Прерађивачка индустрија       |
| ------ | ------------------------- | ----------------------------- | ------------------------------------ | -------------------- | ----------------------------- |
| Мушки  | 143                       | 30                            | 2                                    | 1                    | 18                            |
| Женски | 34                        | 12                            | 0                                    | 0                    | 0                             |
| УКУПНО | 177                       | 42                            | 2                                    | 1                    | 18                            |
| Пол    | Производња и снабдевање   | Грађевинарство                | Трговина                             | Хотели и ресторани   | Саобраћај, складиштење и везе |
| Мушки  | 7                         | 3                             | 17                                   | 2                    | 39                            |
| Женски | 1                         | 0                             | 9                                    | 1                    | 0                             |
| УКУПНО | 8                         | 3                             | 26                                   | 3                    | 39                            |
| Пол    | Финансијско посредовање   | Некретнине                    | Државна управа и одбрана             | Образовање           | Здравствени и социјални рад   |
| Мушки  | 2                         | 0                             | 6                                    | 2                    | 5                             |
| Женски | 0                         | 1                             | 0                                    | 2                    | 6                             |
| УКУПНО | 2                         | 1                             | 6                                    | 4                    | 11                            |
| Пол    | Остале услужне активности | Приватна домаћинства          | Екстериторијалне организације и тела | Непознато            | Непознато                     |
| Мушки  | 0                         | 0                             | 0                                    | 9                    | 9                             |
| Женски | 0                         | 0                             | 0                                    | 2                    | 2                             |
| УКУПНО | 0                         | 0                             | 0                                    | 11                   | 11                            |